# Okechukwu Azubuike
Azubuike Godson Okechukwu (ur. 19 kwietnia 1997) – nigeryjski piłkarz występujący na pozycji pomocnika. Zawodnik klubu Erzurumspor FK.

## Kariera klubowa
Okechukwu grał w nigeryjskim klubie piłkarskim Bayelsa United z którego odszedł w 2015 roku do Yeni Malatyaspor. W 2018 roku odszedł za 2 miliony euro do egipskiego klubu Pyramids FC. W klubie z Kairu nie zagrzał długo miejsca i w 2019 roku został wypożyczony najpierw do Çaykur Rizespor, a później do İstanbul Başakşehir. W barwach tego drugiego klubu zdobył mistrzostwo Turcji. Latem 2020 roku İstanbul Başakşehir zdecydowało się na wykup nigeryjskiego zawodnika z egipskiego klubu.

## Kariera reprezentacyjna
Okechukwu zadebiutował w pierwszej reprezentacji Nigerii w 2016 roku w meczu z Egiptem. W tym samym roku zdobył brązowy medal olimpijski na Letnich Igrzyskach Olimpijskich w Rio de Janeiro.